# Kenneth Kluz
Pour les articles homonymes, voir Kluz.
Kenneth Alan Kluz  (né le 6 avril 1956) est un homme politique provincial canadien de la Saskatchewan. Il représente les circonscriptions de Kelvington-Wadena à titre de député du Nouveau Parti démocratique de 1991 à 1995.

## Biographie
Né à Foam Lake en Saskatchewan, Kluz perd face à Dale Flavel la nomination pour sa réélection dans Las Mountain-Touchwood. Ce changement de circonscription survenant à la suite d'un retraçage des frontières de la circonscription.
En 1999, il change de parti et s'allie au Parti libéral de la Saskatchewan.